# Список війн XVII століття
|  | Службовий список статей, створений для координації робіт з розвитку теми. Це попередження не встановлюється на інформаційні списки і глосарії. |

## 1600—1609
- Французько-савойська війна (1600—1601)
- Польсько-шведська війна (1600—1611)
- Смутні часи (1604—1613)
- Польсько-московська війна (1609—1618)
- Османсько-перська війна (1603—1618)
- Шведсько-московська війна (1610—1617)

## 1610—1619
- Ірано-турецька війна(1616—1618)
- Тридцятилітня війна (1618—1648)

## 1620—1629
- Польсько-шведська війна 1620-1622
- Турецько-перська війна (1623—1638)
- Повстання Жмайла (1625)
- Польсько-шведська війна 1625-1629
- Перше Маньчжурське вторгнення в Корею (1627)

## 1630—1639
- Повстання Федоровича (1630)
- Смоленська війна (1632—1634)
- Польсько-шведська війна 1634
- Повстання Сулими (1635)
- Друге Маньчжурське вторгнення в Корею (1637)
- Епископські війни (1639—1640)

## 1640—1649
- Реставраційна війна (1640—1668)
- Англійська громадянська війна (1641—1649)
- Завоювання Кромвелем Ірландії (1641—1652)
- Дансько-шведська війна (1643—1645)
- Маньчжурське завоювання Китаю (1644-1683)
- Кандійська війна (1645—1669)
- Соляний бунт (1648)
- Національно-визвольна війна Богдана Хмельницького (1648-1657)
- Боброві війни (1640—1701)
- Казахо-джунгарська війна (1643—1756)

## 1650—1659
- Перша англо-голландська війна (1652—1654)
- Англо-іспанська війна (1654—1660)
- Війна Московії з Річчю Посполитою (1654—1667)
- Московсько-шведська війна (1656—1658)
- Дансько-шведська війна (1657—1658)

## 1660—1669
- Друга англо-голландська війна (1665—1667)
- Повстання Степана Разіна (1667—1671)
- Деволюційна війна (1667—1668)
- Велика Турецька війна (1667—1700)
- Війна Короля Філіпа (1675—1678)

## 1670—1679
- Франко-голландська війна (1672—1678)
- Третя англо-голландська війна (1672—1674)
- Польсько-турецька війна 1672—1676
- Війна короля Філіпа (1675-1676)
- Російсько-турецька війна (1676—1681)
  - Чигиринські походи (1677-1678)

## 1680—1689
- Перше стрілецьке повстання (1682)
- Російсько-турецька війна 1686—1700
- Війна Аугсбурзької ліги (1688—1697)
- Війна короля Вільгельма (1688—1697)

## 1690—1699
- Азовські походи (1695—1696)
- Друге стрілецьке повстання (1698)